# ニンマ派
ニンマ派は、チベット仏教四大宗派における最古の流れの呼び名である。正式には「ンガギュル・ニンマパ（旧訳古派）」といい、9世紀まで続いた古代吐蕃時代に翻訳された古タントラ（古訳密教経典）に依拠する古い宗派であることを意味する。他の三宗派と同じように声聞独覚乗（狭義の小乗）・菩薩乗（大乗）・秘密真言乗（金剛乗）の三乗を併修することを説く。
後期密教のタントラの一つである「幻化網タントラ」）と密接な関係にある「秘密蔵タントラ」を依経として、始原清浄（カタク、ka dag）・自然成就（ルンドゥプ、lhun grub）を説く「ゾクチェン」（rdzogs chen、大究竟）を最奥義とする密教の教義、大成就法の分類方法が新訳諸宗派と異なる。

## 歴史

### 起源
760年前後、チベットでは数十年前に伝来した仏教と伝統宗教のボン教との間で対立が生まれようとしていた。仏教に帰依していた吐蕃を統べるチベット王ティソン・デツェンは、インドからパドマサンバヴァとナーランダ僧院の僧シャーンタラクシタを招聘した。ティソン・デツェンは仏教の聖典の全てをチベット語に翻訳するよう依頼した。パドマサンバヴァ、シャーンタラクシタ、108人の翻訳家、パドマサンバヴァの直弟子25人がこの巨大な翻訳プロジェクトのために長年を費やした。この業績が後のチベット仏教に大きな影響を与えることになる。パドマサンバヴァは、主としてタントラ（密教経典）の翻訳監督を、シャーンタラクシタはスートラ（顕教の経典）を担当した。また、パドマサンバヴァとシャーンタラクシタは協力してサムイェー寺の建設に当たり、767年に建設を開始し、771年に落慶している。
サムイェー寺はその後長い間、チベットの聖典翻訳の拠点となった。
この時、僧に7つの位階が初めて制定された。また中国人僧の摩訶衍（まかえん）を宗論の末にチベットから追放し、禅宗を異端とし、インド仏教を正統と定めている
。これらの活動が基礎となり、チベットに無上瑜伽タントラを基にした仏教が確立した。
ニンマ派の考証家でもあった故ドゥジョム・リンポチェの教えによると、歴史上のパドマサンバヴァが伝えたインド密教の修法の主なものは、「ゾクチェン」、「秘密蔵タントラ」、「八大ヘールカ」と「前行」（四加行とも表記）等である。
840年代頃から、ランタルマ王の時代にボン教徒と仏教徒の間の政治宗教上の対立が原因となって混乱が起こり、吐蕃王朝が滅びたため、王家の保護を失った仏教は表面上は衰退したように見えたが、仏教徒となっていた有力氏族の家系に受け継がれた。彼らは、在家の密教行者集団を形成しながら中央アジアや中国からも学僧を招き続け、古タントラ文献の翻訳活動を継続した。これらの古タントラが、『ニンマ・カマ』（rNying ma bka' ma）とも呼ばれる文献群であり、後に発展するニンマ派の教義の典拠となった。

### 発展
11世紀に入るころになると、西チベットのグゲ王朝の庇護下で訳経官リンチェンサンポが翻訳活動を行い、西ベンガル出身の学僧アティーシャによってカダム派の戒律復興運動が起こったほか、インドの西ベンガル地方を中心として発展した「ヘーヴァジュラ」や「チャクラサンヴァラ」などの新しいタントラがチベットに導入され、サキャ派、カギュ派などの新訳派（サルマパ）が成立した。そのため、古代王朝の家臣の家系で受け継がれていた古タントラの伝統に従う仏教徒がこのとき初めて旧訳古派（ンガギュル・ニンマパ）と呼ばれた。ニンマ派という宗派組織が実体を持ってあったのではなく、吐藩時代の仏教の流れを受け継ぐ様々な流派の総称であった。これ以降、主に歴史上のパドマサンバヴァの教えを伝える旧訳経典類に基づく『ニンマ・カマ』の教えと、その25人の高弟らによって埋蔵されたと伝えられる教義の『テルマ』を発掘する埋蔵経発掘者（テルトン）たちによって、新訳派の影響も受けながら教義を継続的に発展させてゆく。
12世紀には、八大ヘールカ（bka' brgyad、カギェ、八大守護尊）の成就法の集大成「カギェ・デシェ・ドゥーパ」など多くのテルマを発掘したンガダク・ニャンレル・ニマ・ウーセル（1124年 - 1192年）が活躍したほか、大学者ロンソム・チューキ・サンポがニンマ派の教義を体系化づける試みを行った。また、カムのデルゲ（現カンゼ・チベット族自治州白玉県付近）に、カタンパ・デシェクによってカトク寺（呷妥寺、1159年）が建立された。
13世紀には、グル・リンポチェとその八変化（グル・ツェンギェー：蓮華生大師八大変化）を主尊とした教義体系「ラマ・サンドゥ」を発掘したグル・チョーキ・ワンジュク（グル・チョワン、1212年 - 1270年）が活躍した。彼によって現在まで見られるようなニンマ派の儀礼様式が確立した。女性のテルトン、チョモ・メンモ（1248年 - 1243年）も活躍した。
14世紀には、海外で『チベット死者の書』として知られる「パルト・トゥ・ドル」を含む教義体系「シト・ゴンパ・ランドル」を発掘したカルマ・リンパのほか、「ラマ・ゴンドゥ」の体系を発掘したサンギェ・リンパ（1340年 - 1396年）、ニンマ派とボン教両方の教義を発掘したドルジェリンパ（1346年 – 1405年）、北流埋蔵教説（チャンテル：北のテルマ）の伝統の創始者リクジン・ゴデムチェン（1337年 - 1408年）らが活躍した。また、ロンチェン・ラプジャムパ（1308年 – 1363年）は、それまで完全な統一のとれていなかったニンマ派の教義を最奥義ゾクチェンを主軸にしてひとつの理論体系にまとめあげた。その著作には『七蔵（ズドゥン）』をはじめ、『ニンティク・ヤシ』、『ンガルソー・コルスム』、『ランドル・コルスム』などがある。
15世紀にはリンチェンリンパ、ラトナリンパ（1403年 - 1476年）が活動した。ラトナリンパは、『古タントラ集成』 (rNying ma rgyud 'bum) を収集した。
16世紀にはテルトン（後述）であるペマワンゲル（ンガリィ・パンチェン・ペマ・ワンギー・ギャルポ）がエワムチョカル寺を建立している。

### 僧院化と教派組織
17世紀半ばには、ダライ・ラマ5世がモンゴルのグシ・ハン王朝の軍事力を背景に覇権を握り、ガンデンポタン政権を樹立し、ゲルク派僧院の階層型組織を基軸に行政システムの構築を進めた。ダライ・ラマ5世はニンマ派の旧家の出身で、本人もニンマ派の教義体系「サンワ・ギャチェン」を著す成就者でもあった。そのため、ゲルク派からの攻撃によって衰退していたニンマ派を篤く保護し、1659年、チャンテル（北方埋蔵教説）の伝統を伝えるンガク・キ・ワンポのドルジェタク寺、1676年には弟子であり後に師ともなったテルダク・リンパ（1646年 - 1714年、gter bdag gling pa）によるミンドルリン寺、1685年には師であるゾクチェン・リンポチェによる東チベットのカム地方北部のゾクチェン寺など、大寺院の建設を全面的に支援した。これにより、それまで在家の密教行者中心であったニンマ派に組織立った出家者集団が加わり、一定の政治的影響力も持ち始めた。このことがゲルク派からの大きな反発を招いた。
ミンドルリン寺を建立したテルダク・リンパは、弟のロチェン・ダルマシュリー（1654年 - 1717年）とともに文献の収集と校訂事業を行い、500巻にも及んだといわれる金字経典にまとめ保存した。その中でも、ラトナ・リンパの業績を基にしてニンマ・カマの根本タントラと古いテルマを集めた『古タントラ集成』『ニンマ・カマ』とその歴代の学者たちによる重要論書を集めた『ニンマ・カマ集』の基礎作業を行った。また、ニンマ派だけに限らず成就法を集めた『ドゥプタプ・ドジョ・ブムサン（如意宝瓶）』は、19世紀に編纂されたテルマ集成『リンチェン・テルズ』の原型となった。ダライ・ラマ5世の師となったテルダク・リンパは、政治面においても相談役となった。これ以来、ミンドルリン寺はニンマ派の総本山と定められ、代々のミンドルリン寺の座主が中央チベット政府に対するニンマ派の総代を勤めることとなり、一応の教派組織が成立した。
カム地方では、ラサ政府とは政治的立場を異にするデルゲ王家が施主となり、1665年に、ミンギュル・ドルジェ（1646年 - 1667年）とカルマ・チャクメイ（1613年 - 1678年）の教説「ナムチュー（虚空法）」を伝えるペユル寺がクンサン・シェラプにより建立された。また、ドゥドゥル・ドルジェ（1615年 - 1672年) やロンセル・ニンポ（1625年 - 1692年）らがテルマを感得してカトク寺の伝統の再興に尽力した。
1717年、モンゴルのジュンガル部が侵略してきた際にはドルジェタク寺、ミンドゥルリン寺が灰燼に帰している。
1735年にシェチェン寺が建立された。
18世紀後半にはジグメ・リンパ（1730年 - 1798年）が活躍した。彼は、ロンチェン・ラプジャムパから霊的に「ロンチェン・ニンティク」の教えを感得したほか、ロンチェンパが『七蔵（ズドゥン）』で説いたニンマ派の教義体系を簡潔にまとめあげた『ヨンテンズ』などを著した。「ロンチェン・ニンティク」の伝統はジグメ・リンパの二大弟子ドドゥプチェン・ジグメ・ティンレイ・ウーセル（1745年 - 1821年）、ジグメ・ギャルウェ・ニュグ（1765年 - 1843年）を通じ、前行の解説書『クンサン・ラマの教え』（クンサン・ラメ・シェルン）の著者であるパトゥル・ジグメ・チョウキ・ワンポ（1808年 - 1887年）などに受け継がれ、デルゲ王家の保護を受けて東チベットを中心として大いに栄え、超宗派運動の原動力となった。

### 超宗派運動
19世紀には、東チベットのカム地方デルゲ王国の庇護の下、宗派を超えて教義を学びあう超宗派運動（リメ運動）が展開し、ゲルク派からの攻撃に抵抗した。ジャムヤン・キェンツェ・ワンポ（en:Jamyang Khyentse Wangpo、1820年 - 1892年）、ジャムゴン・コントゥル・ロドゥ・タイェ（en:Jamgon Kongtrul Lodro Thaye、1813年 - 1899年）、チョギュル・デチェン・リンパ（Chogyur Dechen Lingpa、1829年 - 1870年）らが中心となり、散逸しかけていた新旧タントラに関する文献を収集し、『リンチェン・テルズ (チベット文字：རིན་ཆེན་གཏེར་མཛོད།; ワイリー方式：rin chen gter mdzod)』60巻や『ダムガク・ズ』18巻などの大全集にまとめた。特に『リンチェン・テルズ』には数百に及ぶ主要なテルマが収録されている。
また、ミパム・ジャムヤン・ギャツォ（1846年 - 1912年）は、主にジャムヤン・キェンツェ・ワンポの指示によって、顕教については『中観荘厳論注』、『量評釈注』、『大乗荘厳経論注』等、密教については『秘密蔵タントラ釈』(ムンセル・コルスム)、『時輪タントラ注』、『八大ヘールカ（カギェー）解説』や未完の『ニュクセム・コルスム』等、超宗派的な視点に立った教科書を数多く著した。これらの教科書はニンマ派のみならずサキャ派・カギュ派の学問寺でも教科書として採用されている。
また、同時代にはアムド地方ゴロク出身のドゥジョム・リンパや、カム地方ニャロン出身のソギャル・レラプ・リンパなどのテルトンも活躍した。

### 現代
近現代のニンマ派の長は次の通り。
チュン・リンポチェ (Gcung rin po che)
ニンマ派の長として1955年カムに派遣され、56年チベット自治区準備委員会メンバー。
ドゥジョム・リンポチェ（c. 1904年 – 1987年）
ニンマ派の第七の流派ともいわれる「ドゥジョム・テルサル」の発見者テルトン・ドゥジョム・リンパ（1835年 - 1904年）の転生者で、自身も有名なテルトン。ニンマ派六大流派の血脈と教えを全て集めて1959年に命がけでインドへ亡命し、外国人に初めて伝統的なチベット密教の教えを公開した。著作も数多いが『ニンマ仏教史』は今日でも欧米で評価されている。1959年から死ぬまでニンマ派の長を務め、1975年からはフランスに寺院を建立し住む。
ディンゴ・ケンツェ・リンポチェ（c. 1910年 – 1991年）
1988年から死ぬまでニンマ派の長。1956年に戦火を逃れてチベットからブータンへ亡命し、その後、ブータン皇后の根本ラマ（ツァエラマ：師僧）として国師の待遇を受けていたことで有名。国教をドゥク・カギュ派に限定すると法律で定めているブータンにニンマ派の教えを広めて寺院を建立し、西欧に頻繁に滞在したので、西欧人の弟子や信徒らも多い。
ペノル・リンポチェ（1932年 - 2009年、在職1991年 - 2003年）
ペユル寺座主。ディンゴ・ケンツェ・リンポチェの死後、宗主の役割を果たしている。2009年3月遷化。
ミンリン・ティチェン・リンポチェ（c. 1930年 – 2008年）
2003年から死ぬまでニンマ派の長。
トゥルシク・リンポチェ（1923年 - 2011年）
ディンゴ・ケンツェ・リンポチェの心弟子（嫡法の弟子の中でも全てを受け継いだ人）として知られ、一緒の時はいつも手を繋いで歩いていたエピソードは有名。また、戒律を厳密に守る出家者としてニンマ派を代表する人物でもあり、2010年にドゥジョム・リンポチェ3世（1987年-）とナムカキュンゾン寺デギャル・リンポチェ3世に大灌頂と出家戒を授けて得度させている。2010年3月に任命され、2011年9月の遷化まで務めた。
タクルン・ツェトゥル・リンポチェ (b. 1926) 
2012年より、ニンマ派の長をつとめ現在に至る。
現在、ニンマ派六大寺院と呼ばれているのは、ゾクチェン寺、カトク寺、ペユル寺、シェチェン寺、ミンドルリン寺、ドルジェタク寺である。
ゾクチェン寺は1960年代の文化大革命で被害を受けるが、文化大革命後の1970年代後半から中国政府黙認の形で復興が始まり、2004年にはメイン・テンプルが再建されている。2008年現在は13代目のゾクチェン7世テンジン・ルントク・ニイマが僧院長を務めている。
カトク寺はモンゴル、中国、シッキム、ネパールにも分院を持ち、何人かの転生したトゥルクも住んでいる。
ペユル寺は、1959年のチベット動乱の際の座主ペノル・リンポチェの亡命にともなって、南インドのバイラクッペ（en）に移された。ペノル・リンポチェは時々帰国して中国のペユル寺再建にも携わっており、また、ディンゴ・ケンツェ・リンポチェが亡命先で死んだ後数年間、ニンマ派の長（宗主）の役割をつとめた。
シェチェン寺も文化大革命で破壊され、亡命した化身ラマのシェチェン・ラブジャム・リンポチェ7世がネパールに本山を移している。一方、中国のシェチェン寺も再建が進んでいる。
ニンマ派の総本山の一つ、ミンドルリン寺は、文化大革命で被害を受け、インドに再建されている。ミンドルリン寺の座主ミンリン・ティチェン・リンポチェはインド在住であった。一方、山南地区に残されたミンドルリン寺も文化大革命時には倉庫になっていたが、現在は再建が進んでいる。
ニンマ派のもう一つの総本山であるドルジェタク寺は1959年には400人の僧がいたが、1960年代の文化大革命で破壊され、インドに再建されている。中国のドルジェタク寺も1985年から再建が始められている。
一方、チベット本土で新たにできるニンマ派の寺もある。それは、カリスマを持つラマのもとに自然に集まってきてできたもので、カンゼ・チベット族自治州白玉県付近のアチェン・ガル、ラルン・ガルなどである。

## ニンマ派の特徴

### 伝承
本来、ニンマ派には密教に特有の「瀉瓶」（しゃびょう）という伝承方法が生きていて開祖パドマサンバヴァの秘訣を伝えている。
チベット動乱を契機として、1959年に亡命したドゥジョム・リンポチェによって伝統の維持とニンマ派の復興を目的として『瀉瓶』が実際に公開された。
1983年、桐山靖雄が阿含宗関東別院においてミンリン・ティチェン・リンポチェより伝法を受け法号を授かっている。また、1988年には金剛阿闍梨の法冠が授与され金剛阿闍梨位を授かっている。

### 教法
その結果としての教法は、
1. 「カマ」（口頭伝承経典）
2. 「テルマ」（埋蔵経典）
3. 「タクナン」（清浄顕現）

に分類される三つがあるとされる。
しかしながら、以上のような教えは他派にもある。ニンマ派の教法は「古タントラ」、つまり古訳密教経典を伝承する流れということに尽きる。
「カマ」（口頭伝承経典）とは口頭で人から人へと伝承されてきた教えを意味する。いわゆる『ニンマ・カマ』は、テルダク・リンパ、ロチェン・ダルマシュリー等が古い伝承を編纂し、ゲルセー・シェンペン・ターイェーが完成させ、ドゥジョム・リンポチェ等が増補したものを指す。
なお、その中でニンマ派で重要視されるものは「秘密蔵タントラ」や、インド後期密教の生理的ヨーガを解説した経典である『吉祥秘密蔵続後続』等が挙げられる。『秘密蔵タントラ』は、771年にサムイェー寺が建立された後、パドマサンバヴァがその東北の地にあるティンプーにおいてイェシェ・ツォギャルをはじめとする25人の弟子たちを集めて伝授を行ったもので、チベット仏教の密教の教えは「秘密蔵タントラ」から始まったと言っても過言ではない。この教えを伝授した上で聖地タクマル（赤い洞窟）に場所を移し、現時点で考証できるものとしてはチベット史上初めての「ゾクチェン」の教えが弟子たちに説かれた。そのテキストは古タントラに、講義録は「カンド・ニンティク」に残されている。
「テルマ」とはパドマサンバヴァなどが秘匿した教法（埋蔵された教法・経典）を地面の下や湖の中、岩や空中、様々な場所から取り出し、サンスクリット（梵語）やチベット語、ダーキニー文字（空行母の暗号文字）で書かれた経典をテルトン等が解明したものである。「サテル」（sa gter、地中の埋蔵経）とも言う。
「タクナン」とは清浄な顕現であり、パドマサンバヴァなどの智身（智法身）が瞑想状態や夢・霊感の中において、テルトン等に対して直接伝授するものである。「ゴンテル」（御心の埋蔵経：ゴム・テルマ、禅定による埋蔵経の意味）ともいう。

### 本尊
ニンマ派の修行の中心となるのは「秘密蔵タントラ」と、その主尊である「大幻化金剛」の教えに加えて、「ゾクチェン」の見解とその「グルヨーガ」（上師瑜伽）である。
しかし、その前段階として古タントラの「パルト・トゥ・ドル」（チベット死者の書）の実践法である「シ・ト」（寂静と憤怒の百尊法）やイダム（守護尊）として「八大ヘールカ」の体系の修法があり、「グルツェンギェー」（蓮華生大師八大変化法：「蓮華生大師除障道」と漢訳）や「サンバルンジィ」（蓮華生大師十三法：「蓮華生大師如意満願道」と漢訳）などがある。
それらを完成に導くために「前行」（ンゴンドゥ：大礼拝・金剛薩埵法・曼荼羅供養・グルヨーガの四つの部分からなる修法と瞑想、「四加行」とも表記）を基礎として、四大宗派共通の日課経典でもある「聖妙吉祥真実名義経」の読誦と、その経中の「大幻化頌」（秘密蔵タントラの要約）の理解に加えて、先の修法に関係する無上瑜伽タントラに基づく尊挌を集めた祭事法、
1. 「グル」（導師、上師）
2. 「デーヴァター」（守護尊、護法神）
3. 「ダーキニー」（空行母、護法女神）

以上の三本尊を祀る「三根本法」（「三本尊法」とも表記）がある。
なお、ロンチェン・ニンティクでは前行に「チュウ」（「施身法」と漢訳：四つの布施の行からなり「悪魔払い」と訳す例もあるが、内容からいうと日本の「施餓鬼」に相当する）と、「ポワ」（「転識」と漢訳：オウム事件で誤解された行法だが、実際は阿弥陀仏を主尊として極楽往生を願い求めるための瞑想）を入れるが、「チュウ」はシチェ派やチュウ派から伝わったものであり「カンド・ケギャン」の声明が一般的であるが、パドマサンバヴァが実際に伝えたインド伝来の法ではないし、「ポワ」は様々なバリエーションの法要形式がある（ニンマ派に近いディクン・カギュ派の大祭は有名）のでそれぞれ別行立てとされる。
「三根本法」では「グル」としてパドマサンバヴァを中心に釈迦如来や観音、金剛薩埵、「デーヴァ」としてグル・タポ（憤怒相の蓮華生大師）やマハーカーラ（憤怒相の大黒天：ニンマ派では高位のヘールカと同等の尊挌として扱う）、八大ヘールカのプルパ金剛、「ダーキニー」としてシンハムカー（獅子面空行母）やイェシェ・ツォギャル（パドマサンバヴァの直弟子）、マハーカーリー（憤怒相の吉祥天）、ターラー仏母等々を祀って法要や修法・瞑想等を行うことが多い。

### 九乗
ニンマ派の教義体系には、パドマサンバヴァ以来の「九乗教判」がある。
- 顕教
  - 1. 声聞乗
  - 2. 縁覚乗
  - 3. 菩薩乗（大乗）
- 外タントラ
  - 4. クリヤー乗 (en:Kriya) ：本尊成就のために供養や作法等の所作による外的な行為を中心とする。
  - 5. ウパ乗（en:Carya または en:Ubhaya）：本尊成就のために供養法や祈願法等、修法の外的・内的行為を用いる。
  - 6. ヨーガ乗 (en:Yogatantra) ：マハームドラーを含む「四印」（大手印・法手印・三昧耶手印・羯磨手印）等を用いる。
- 内タントラ
  - 7. マハーヨーガ乗（粗雑な意識による生起次第・円満次第、en:Mahayoga）：不浄な顕現を清浄な顕現に変える。
  - 8. アヌヨーガ乗（微細な意識による各次第、風と脈管のヨーガ、en:Anuyoga）：不浄な感覚を清浄な感覚に変える。
  - 9. アティヨーガ乗（ゾクチェン、意識の流れの遮断・空性の覚醒に留まる、en:Atiyoga/en:Dzogchen）：テクチューとトガ。

#### ゾクチェン
九乗の頂点に位置するアティヨーガは、ゾクチェンとも呼ばれる。ゾクチェンは「自然成就」（あるがままで完成していること）を強調し、明知（リクパ）と空性が不二である境地を覚る教えである。ゾクチェンの教法は以下の三部に分けられる。
- セムデ（心部）
- ロンデ（界部）
- メンガクデ（秘訣部または教誡部）

### テルマとテルトン
テルマ（埋蔵経典）はニンマ派を特徴づける重要なものである。いわゆるニンマ派の教義の伝達は、師から弟子へと受け継がれる「師資相承」のカマと、発見されたテルマから新たに得られるものの2種類からなる。
ニンマ派の教義によれば、祖師パドマサンバヴァは9世紀、後のチベット人のためにニンマ派の教えの真髄をさまざまな形で埋蔵したとされる。この埋蔵されたものがテルマであり、それを発掘する重要な役割と才能を与えられた僧や化身ラマがテルトンである。

#### テルマ
テルマとはテルトン（埋蔵仏典発掘者）が探してきた古代の経典や遺物、あるいは啓示のことである。カギュ、ゲルク、サキャ、ボン教徒のテルトンもいるが、一般的にテルトンと言えば主にニンマ派の僧を指す。
ニンマ派の伝承によれば、パドマサンバヴァとその主要な弟子たちは、ラン・ダルマ王の仏教弾圧の時代、仏教を守るため、数百もの聖典、仏具をチベット高原各地に秘密裏に隠したとされる。そして、人智の進化に応じてその時代にあったテルマが発見される。テルマは必ずしも物ではなく、テルトンの「心の流れ」（sems rgyud、心相続）に隠されることもある（前項参照）。
ニンマ派の教えは、時代とともに発見されたテルマを元に、少しずつ膨大なものとして発達を遂げていった。
テルマという考え方はインドに先例がある。例えば龍樹は、釈迦から時を越えて伝えられた般若経の最後の部分を再発見したとされる。基本的に大乗経典は広義のテルマと考えられる。

#### テルトン
ニンマ派の教義によると、テルトンの多くはパドマサンバヴァの25人の主要な弟子の化身ラマである。
最初に現れたテルトンはサンギェ・ラマ（Sangye Lama、1000年 - 1080年）である。テルマの発見者として有名なのは、五大テルトンと八大リンパである。
- 五大テルトン（生没年には異説もあるが、ここでは立川『チベット密教』記載のもの[1]を挙げる。）
  - ニャンレル・ニマウーセル（NyangralNyima Oser、1124年 - 1192年）
  - グル・チューワン（Gu ru chos dbang、1212年 - 1273年）
  - ドルジェ・リンパ（rDo rje gling pa、1346年 - 1405年）
  - ペマ・リンパ（Pad ma gling pa、1403年 - 1479年）
  - ジャムヤン・キャンツェ・ワンポ・ドガク・リンパ（Padma Ösel Do-ngak Lingpa、1820年 - 1892年）

- 八大リンパ（チベット文字：གླིང་པ་བརྒྱད་; ワイリー方式：gling-pa brgyad）
  - サンギェ・リンパ（Sangye Lingpa、1340年 - 1396年）
  - ドルジェ・リンパ（Dorje Lingpa、1346年 - 1405年）
  - リンチェン・リンパ (Rinchen Lingpa)
  - ペマ・リンパ（Pema Lingpa または Padma Lingpa、1445/50年 - 1521年）
  - ラトナ・リンパ（Ratna Lingpa、1403年 - 1471/76年）
  - クンキョン・リンパ（Kunkyong Lingpa または Khyungdrak Dorje）
  - ドンガク・リンパ (Do-ngag Lingpa)
  - テンニ・リンパ (Tennyi Lingpa)

その他に重要なテルトンとして、リグジン・ゴデムチェン（en:Rigdzin Godem、1307年 - 1408年）、ウギェン・チョギュル・リンパ（en:Orgyen Chokgyur Lingpa、1829年 - 1870年）らがいる。

## 他国への影響
ネパールの主な宗教はヒンドゥー教であるが、仏教も存在する。どちらも哲学的な宗教であることから、自らがヒンドゥー教徒であるか仏教徒であるかを意識していない人も多い。ネパールはもともと釈迦の出身地だったこともあり、古くから仏教が存在し、密教も早くから伝わっているが、ニンマ派の影響も見られる。チベット動乱によって、1959年前後から難民とともにチベット仏教が流入したため、ネパール仏教は近年では衰退の傾向にある。